# Фируз-мирза Нусрат ад-Довла
Фируз-мирза Нусрат ад-Довла (перс. فیروز میرزا نصرت‌الدوله‎; 1889—1937) — министр иностранных дел Ирана.

## Биография
Фируз-мирза родился 22 марта 1889 года в семье принца Абдул-Хоссейна Мирзы Фарманфармы в Тегеране. Учился в Американском университете Бейрута. Затем в Сорбонне.
В 1905 году Фируз-мирза по приказу Мозафереддин-шах Каджара был назначен помощником губернатора Кермана.
В 1919 году был назначен на пост министра иностранных дел Ирана.
В конце сентября 1919 года в иранской печати стали появляться нотки недовольства и разочарования действиями английской дипломатии. Издатель и редактор полуофициоза «Раад» Зияэддин Табатабаи, о котором П. Кокс незадолго до этого писал как о «верном стороннике Восуга од-Довле и соглашения», обратился к посланнику с просьбой ответить на четырнадцать вопросов, затрагивавших проблемы укрепления с помощью Англии суверенитета Ирана, а также увеличения английской финансовой и технической помощи. Вопросы были сформулированы таким образом, что ответы на них, хотел того или не хотел П. Кокс, должны были содержать определённые обязательства. Посланник обратился к Керзону за инструкциями, и Керзон посоветовал Коксу уклониться от ответов на вопросы и решительно возражал вообще против каких-либо публичных дискуссий, касающихся англо-иранских отношений. Министр иностранных дел Ирана принц Фируз также не одобрил инициативу Сеида, заявив, что вопросы, заданные им послу, не послужат интересам Ирана и не должны были быть заданы.
Иранскую сторону в договоре представлял Восуг од-Довла, занимавший пост премьер-министра; некоторые полагают, что для того, чтобы склонить его к подписанию договора, англичане дали ему взятку, так как он, Фируз-мирза Нусрат ад-Довла и Акбар-мирза Сарим ад-Довла вместе участвовали в переговорах по этому договору. «Двое последних были внуками Музаффар ал-дин-шаха и соответственно министром внутренних дел и министром финансов; впоследствии тегеранская пресса называла их „принцами-разбойниками“».
Георг V лично встретил Султана Ахмад-шаха. Это явно свидетельствует о важности тематики договора для Англии. Впоследствии Парламент организовал большой прием, однако Ахмад-шах не согласился произнести ни слова по поводу договора на официальном приеме у короля Англии, и, несмотря на все усилия и старания, приложенные в этой связи Нусрат ад-Довлой, министром иностранных дел, и Абулькасим-ханом Насир аль-Мульком, бывшим регентом, Султан Ахмад-шах не поддался. Из-за этого англичане известили Ахмад-шаха, что несогласие с договором станет причиной падения династии Каджаров. Однако каджарский монарх не обратил никакого внимания на вышеупомянутые угрозы и, никак не высказавшись в пользу договора, вернулся в Тегеран и был замечательно и очень эмоционально встречен народом.
Нусрат ад-Довла Фируз-мирза был убит в иранской тюрьме 10 января 1937 года.